# Chanoides macropoma
Chanoides macropoma è un pesce osseo estinto, appartenente ai gonorinchiformi. Visse nell'Eocene medio (circa 50 milioni di anni fa) e i suoi resti fossili sono stati ritrovati in Italia, nel famoso giacimento di Bolca.

## Descrizione
Questo pesce era di piccole dimensioni e solitamente non superava la lunghezza di 15 centimetri; il corpo era snello e simile a quello di un'aringa. La testa era lunga e stretta, con occhi grandi e un muso leggermente appuntito. La pinna dorsale era triangolare e appuntita, posta a circa metà della lunghezza del corpo. La pinna caudale era profondamente biforcuta.
L'apparato di Weber (una struttura dell'orecchio medio) di Chanoides include un tipo di tripode di forma unica, ed è meno specializzato rispetto a quello di molti altri pesci simili attualmente viventi. Chanoides era dotato di altre caratteristiche primitive sconosciute negli altri pesci otofisi, come un processo del basipterigoide, una grande supramaxilla, e il secondo centro urale libero. Le fauci assomigliano a quelle dei cipriniformi attuali per la presenza di denti confinati al quinto ceratobrachiale e per la presenza di un "kinetmoide" mediano. Tuttavia, le fauci di Chanos erano ben distinte da quelle dei cipriniformi per altre caratteristiche, e si suppone che le somiglianze siano dovute a un'analogia (Patterson, 1984). 

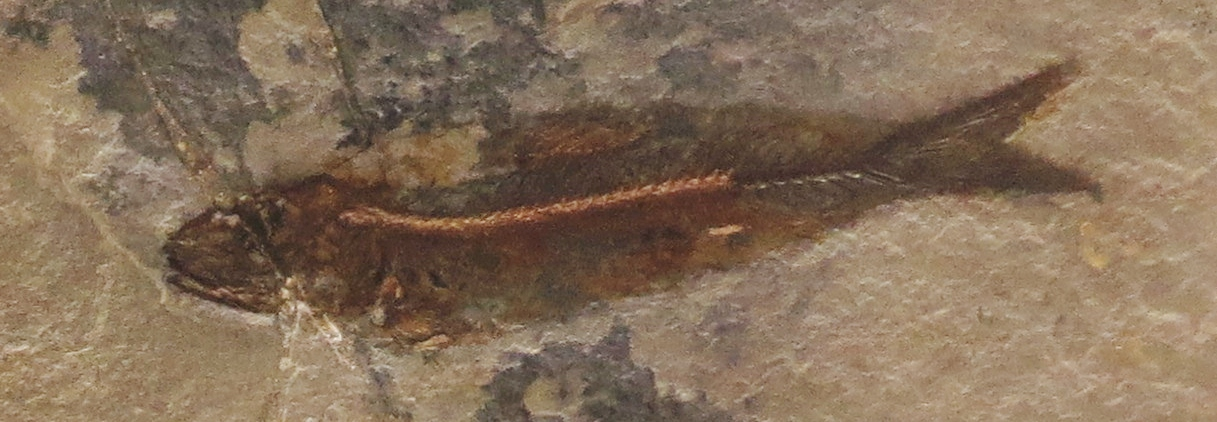
Fossile di Chanoides macropoma

## Classificazione
I fossili di questo animale vennero ritrovati nel famoso giacimento di Monte Bolca (provincia di Verona), e vennero descritti inizialmente da Louis Agassiz nell'opera Recherches sur les poissons fossiles (1839-44). Lo studioso svizzero, però, attribuì questi fossili a una nuova specie di aringa (Clupea macropoma); Woodward (1901), ritenendo questa forma simile all'attuale Chanos, la ribattezzò Chanoides macropoma e la ascrisse alla famiglia degli albulidi. Attualmente non si ritiene che né Chanos né Chanoides siano albulidi, e si preferisce ascrivere con qualche dubbio Chanoides ai gonorinchiformi, un gruppo di pesci teleostei comprendenti (oltre a Chanos) anche animali simili a piccoli salmoni dall'aspetto allungato come Gonorhynchus e Kneria.
Al genere Chanoides sono state attribuite altre due specie, provenienti dal Cretaceo superiore dell'Italia: C. chardoni del Campaniano/Maastrichtiano di Nardò (provincia di Lecce) e C. weberi del Santoniano di Apricena (provincia di Foggia); entrambe queste specie, però, sono state in seguito escluse dal genere Chanoides: la prima è stata attribuita al nuovo genere Nardonoides, la seconda è stata considerata un nomen dubium (Mayrinck et al., 2015).